# ألان كيمبل
ألان كيمبل (بالإنجليزية: Alan Kimble)‏ هو لاعب كرة قدم بريطاني، ولد في 6 أغسطس 1966 في بول في المملكة المتحدة. لعب مع تشارلتون أثلتيك وكامبريدج يونايتد ونادي إكزتر سيتي ونادي بيتربورو يونايتد ونادي لوتون تاون ونادي ويمبلدون وهيبريدج سويفتس.

## وصلات خارجية
- ألان كيمبل على موقع قاعدة بيانات كرة القدم.إي يو (الإنجليزية)
- ألان كيمبل على موقع Soccerbase.com (لاعب) (الإنجليزية)
- ألان كيمبل على موقع عالم كرة القدم.نت (الإنجليزية)